# مرغ بهشت کوچک
مرغ بهشت کوچک (نام علمی: Paradisaea minor) نام یک گونه از سرده مرغ‌بهشتیان است.